# Francis P. Murphy

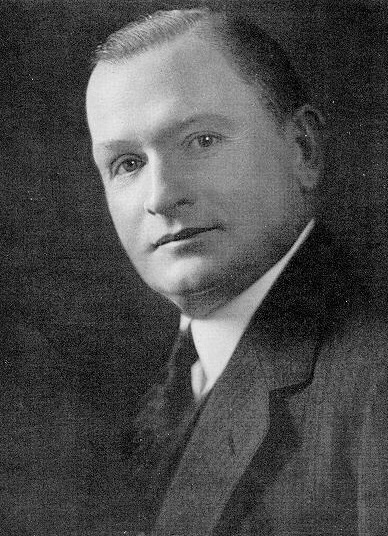
Francis P. Murphy

Francis Parnell Murphy (* 16. August 1877 in Winchester, Cheshire County, New Hampshire; † 19. Dezember 1958) war ein US-amerikanischer Politiker und von 1937 bis 1941 Gouverneur des Bundesstaates New Hampshire.

## Frühe Jahre und politischer Aufstieg
Francis Murphy besuchte die High School in Hudson in Massachusetts. Danach arbeitete er in einer Schuhfabrik. Später war er Mitbegründer der J.F. Elwain Company, die bald zu einem der größten Arbeitgeber in New Hampshire wurde. Murphy wurde auch Mitglied der Nationalgarde von New Hampshire. Während des Ersten Weltkriegs war er Vorsitzender des Ausschusses, der die Stromversorgung des Staates sicherstellen sollte.
Murphy war Mitglied der Republikanischen Partei. Er gehörte dem Beraterstab von Gouverneur John Gilbert Winant an und wurde 1931 für eine Legislaturperiode in das Repräsentantenhaus von New Hampshire gewählt. Im Jahr 1936 wurde er zum neuen Gouverneur seines Staates gewählt.

## Gouverneur von New Hampshire
Francis Murphy trat sein neues Amt am 7. Januar 1937 an. Nach einer Wiederwahl im Jahr 1938 konnte er bis 2. Januar 1941 in diesem Amt bleiben. In diesen vier Jahren wurden der Tourismus gefördert und die Grundsteuer abgeschafft. Dafür wurde eine Tabaksteuer eingeführt. Außerdem entstand damals eine einheitliche Polizeiverwaltung in New Hampshire. Gouverneur Murphy unterstützte die New-Deal-Politik der Bundesregierung unter Präsident Franklin D. Roosevelt. Das galt insbesondere für die neuen Gesetze zur Regelung der Arbeitsrechte.

## Weiterer Lebenslauf
Nach seiner Gouverneurszeit wechselte Murphy zur Demokratischen Partei des Präsidenten. Für die Demokraten kandidierte er im Jahr 1942 gegen den Amtsinhaber Styles Bridges um dessen Sitz im US-Senat. Nach seiner Niederlage bei dieser Wahl zog er sich aus der Politik zurück. Er widmete sich seinen geschäftlichen und privaten Interessen. Später stieg er dann in das Mediengeschäft ein, indem er bei der Gründung des Radio- und TV-Senders WMUR mitwirkte. Gouverneur Murphy starb im Dezember 1958 und wurde anschließend auf dem St. Patrick's Cemetery in Newport beigesetzt. Mit seiner Frau Mae B. Herrick hatte er fünf Kinder.